# Masato Učišiba
Masato Učišiba (japonsky 内柴 正人; * 17. června 1978 Kóši) je bývalý reprezentant Japonska v judu. Je dvojnásobným olympijským vítězem.

## Sportovní kariéra
Kariéru začal v superlehké váze, ve které se však neprosazoval podle představ. Pro olympijský rok 2004 zvolil pololehkou váhu, se kterou měli Japonci dlouhodobě problémy s obsazením. Svého rozhodnutí nakonec nelitoval. Na olympijských hrách v Athénách předvedl výborný výkon, všechny své zápasy vyhrál před časovým limitem na ippon a vybojoval zlatou olympijskou medaili. Mimo kvalitní techniky, ze které vyčnívalo brilantní tomoe-nage vděčil za svůj úspěch i výborné fyzické přípravě.
Jeho druhá účast na olympijských hrách v Pekingu v roce 2008 byla ve 30 letech tvrdě vybojovaná v japonské kvalifikaci. Bojovným způsobem si počínal i v samotném olympijském turnaji. Čtvrtfinálový zápas proti Uzbeku Šaripovovi otočil až v poslední minutě. Ve finále potom uplatnil své zkušenosti a obhájil zlatou olympijskou medaili. Po skončení sportovní kariéry v roce 2010 se věnoval trenérské práci.
V roce 2011 byl obviněn ze sexuálního obtěžování a v roce 2013 byl odsouzen k pětiletému vězení.

## Výsledky

### Váhové kategorie
| Turnaj            | 2002     | 2003     | 2004           | 2005           | 2006           | 2007           | 2008           | 2009           |
| Turnaj            | 24       | 25       | 26             | 27             | 28             | 29             | 30             | 31             |
| Turnaj            | supleh v | supleh v | pololehká váha | pololehká váha | pololehká váha | pololehká váha | pololehká váha | pololehká váha |
| ----------------- | -------- | -------- | -------------- | -------------- | -------------- | -------------- | -------------- | -------------- |
| Olympijské hry    |          |          | 1.             |                |                |                | 1.             |                |
| Mistrovství světa |          | —        |                | 2.             |                | —              |                | úč.            |
| Asijské hry       | 3.       |          |                |                | —              |                |                |                |
| Mistrovství Asie  |          | —        | 5.             | —              |                | —              | —              | —              |